# Georges Taï Benson

## Biographie
Né d'un père bijoutier et d'une mère ménagère, du côté de son père une fratrie de vingt-huit (28) enfants et du côté de la mère douze (12) enfants. Fait ses études primaires à Grand-Lahou entre 1952 et 1958 puis l'école secondaire à Abidjan jusqu'en classe de 5e où il fut renvoyé pour indiscipline. Ensuite s'inscrit dans une école au plateau pour suivre les cours de l'art dramatique. Intégre l'Institut Nationale des arts (INA) à l'époque. Après dix huit (18) mois de formation théorique à l'office de coopération radiophonique de Paris, est dirigé vers l'office de coopération radiophonique de France pour une formation pratique. À l'issue des formations théoriques et pratiques, il fait son retour en Côte d'Ivoire le 11 décembre 1965 pour prendre effectivement Fonction le 16 décembre 1965 à la Radio et Télévision Ivoirienne (RTI) avec l'émission rythme et tradition</.